# ۹۴۳ (میلادی)

## رویدادها
- اوت: زمین‌لرزه اترک- نسا. در ذیحجه ۳۳۱ زمین لرزه فاجعه باری در منطقه نسا روستاهای بسیاری را ویران کرد و بیش از ۵۰۰۰ تن را کشت.